# Klostermarkt Walkenried

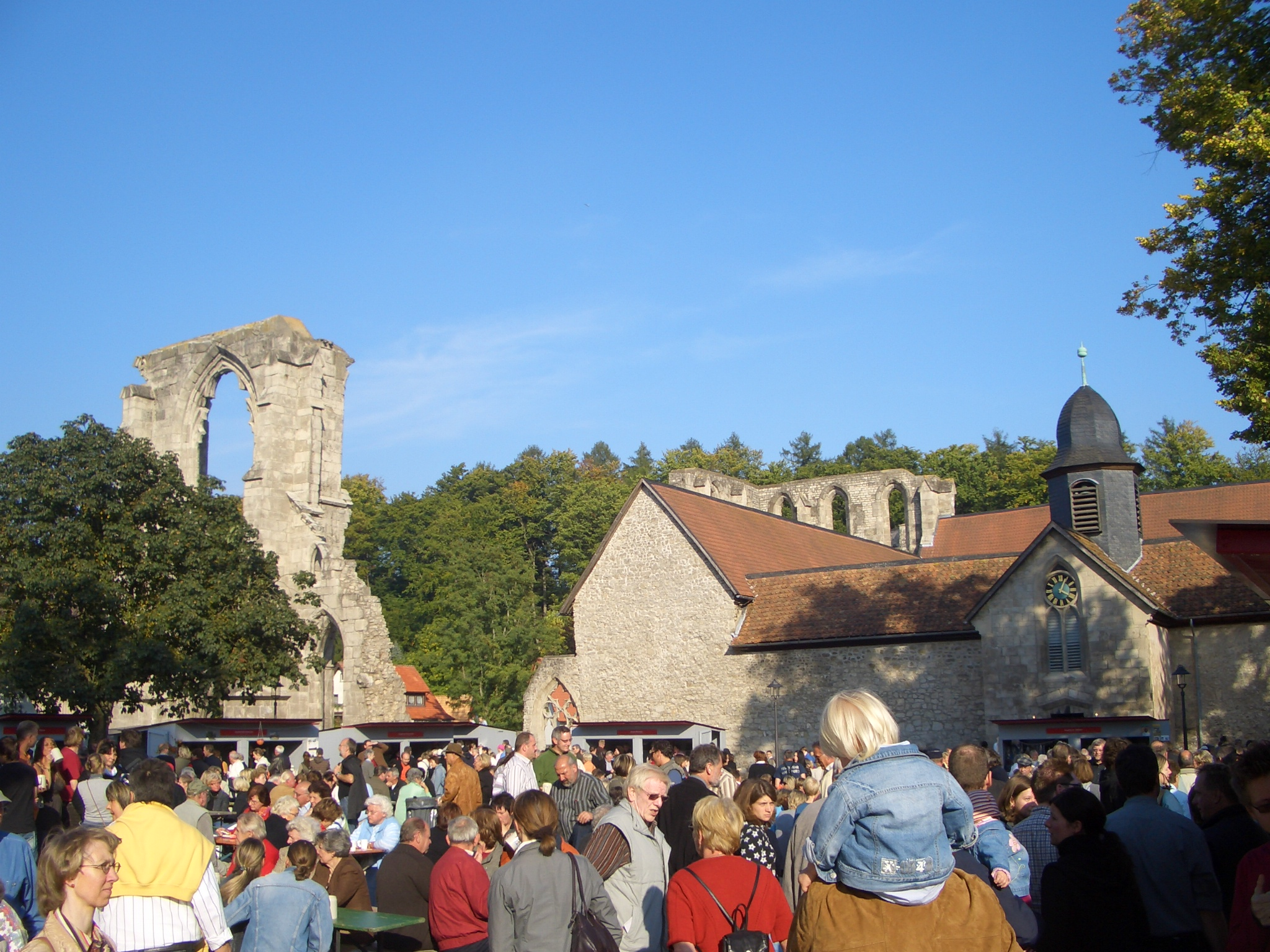
Klostermarkt Walkenried (2008)

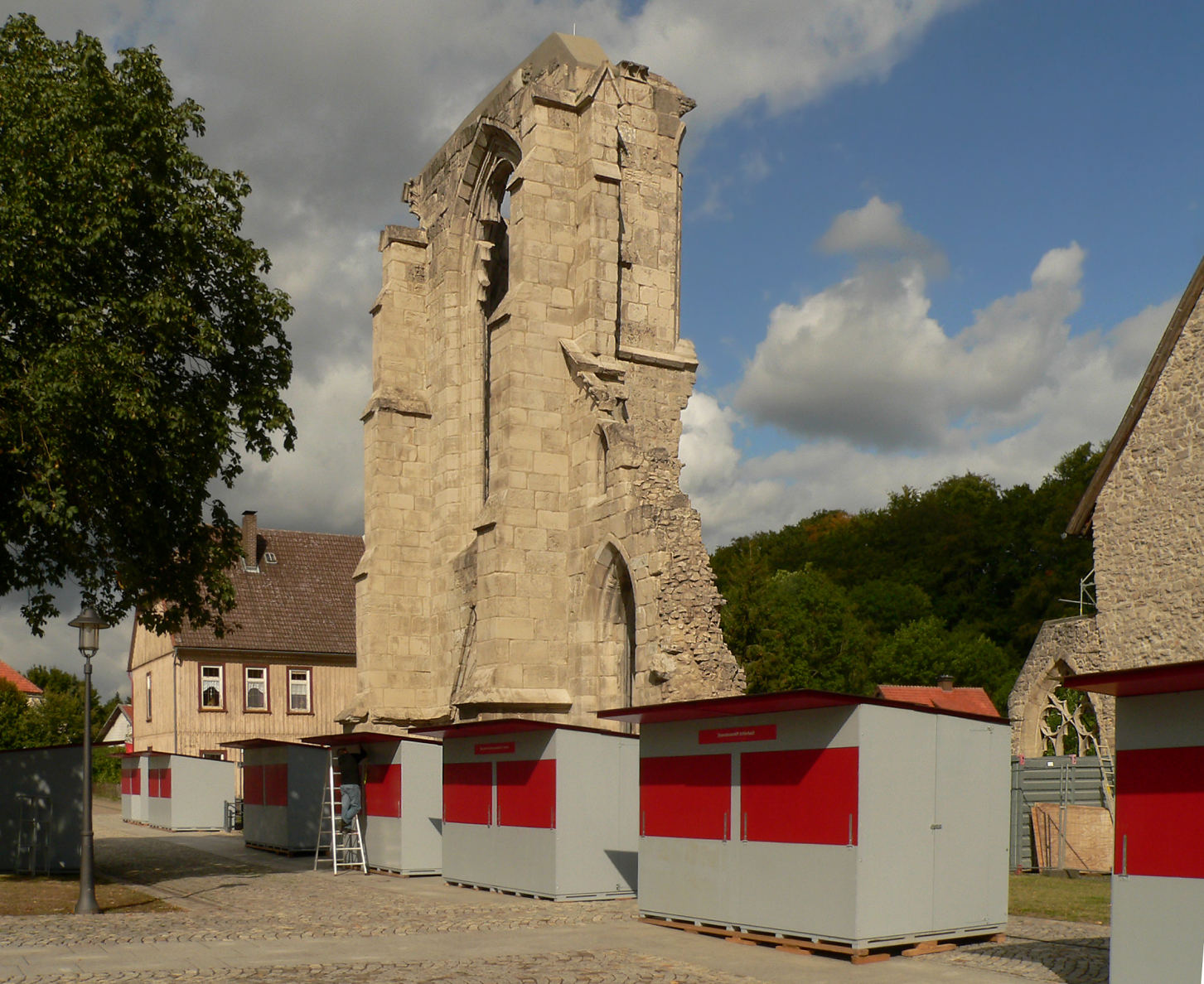
Buden des Klostermarktes (2019)

Der Klostermarkt Walkenried ist eine Veranstaltung im Landkreis Göttingen in Niedersachsen, die seit 2008 jährlich an einem Septemberwochenende auf dem Gelände des ehemaligen Zisterzienserklosters Walkenried stattfindet. Die jeweilige Besucherzahl wird auf etwa 12.000 Personen geschätzt.
Der Klostermarkt geht auf eine Initiative des damaligen Bezirkskonservators und Direktor des Zisterziensermuseums Reinhard Roseneck zurück, der 2008 die Erzabtei St. Ottilien für die Idee eines Klostermarktes in Südniedersachsen gewann. Von Anfang an war auch die evangelische Kirchengemeinde Walkenried (Ev.-luth. Pfarramt St. Maria und Martini) als Gastgeber mit dabei.
Weitere Veranstalter neben der Kirchengemeinde sind, die Gemeinde Walkenried, die Stiftung Braunschweigischer Kulturbesitz und das Zisterziensermuseum Kloster Walkenried.
Zu der in Mittel- und Norddeutschland wohl einmaligen Veranstaltung bieten Mönche und Nonnen ihre klösterlichen Erzeugnisse aus Küche, Garten, Keller und Werkstatt an. Daneben gibt es jedes Jahr ein abwechslungsreiches Rahmenprogramm.
Der Klostermarkt ist auch ein Forum für den Gedankenaustausch über Gott und die Welt, über Spiritualität und soziales Engagement.
Die Veranstaltung wird gefördert durch Mittel der Stiftung Braunschweigischer Kulturbesitz.
Zu den Gemeinschaften, die regelmäßig auf dem Walkenrieder Klostermarkt vertreten sind, gehören:
- Augustiner-Chorherrenstift St. Florian
- Benediktinerinnenabtei vom Heiligen Kreuz, Herstelle
- Benediktinerinnenabtei Maria Frieden, Kirchschletten
- Benediktinerabtei Königsmünster
- Benediktinerabtei Münsterschwarzach
- Benediktinerabtei Plankstetten
- Benediktinerabtei Schweiklberg
- Erzabtei St. Martin zu Beuron (Benediktiner)
- Erzabtei St. Ottilien (Benediktiner)
- Bergkloster Heiligenstadt
- Deutsches Orthodoxes Dreifaltigkeitskloster Buchhagen
- Diakonissen-Mutterhaus Elbingerode (Deutscher Gemeinschafts-Diakonieverband)
- Kloster der Heiligen Elisabeth, Minsk (orthodoxes Frauenkloster)
- Kloster Volkenroda (Jesus-Bruderschaft)
- Koptisches Orthodoxes Kloster Höxter-Brenkhausen
- Missionsschwestern vom Kostbaren Blut, Paderborn
- Ökumenische Zisterzienserabtei St. Severin, Kaufbeuren (Orden von Port Royal)
- Stift Schlierbach (Zisterzienser)
- Ursulinenkloster Duderstadt
- Zisterzienserinnenkloster St. Maria, Helfta